# لیندن ویزمن
لیندن ویزمن (انگلیسی: Linden Wiesman؛ زادهٔ january ۲۳, ۱۹۷۵ (۵۰ سال)) ورزشکار مسابقه اسب‌دوانی اهل ایالات متحده آمریکا است.
وی در مسابقات کشوری و بین‌المللی در مجموع برندهٔ ۱ مدال برنز شده‌است.